# هيذر أرميتاغ
هيذر أرميتاغ (بالإنجليزية: Heather Armitage) هي منافسة ألعاب القوى بريطانية، ولدت في 17 مارس 1933 في كولمبو في سريلانكا.

## وصلات خارجية
- هيذر أرميتاغ على موقع الاتحاد الدولي لألعاب القوى (الإنجليزية)
- هيذر أرميتاغ على موقع اللجنة الأولمبية الدولية (الإنجليزية)
- هيذر أرميتاغ على موقع أوليمبيديا (الإنجليزية)
- هيذر أرميتاغ على موقع اللجنة الأولمبية البريطانية (الإنجليزية)
- هيذر أرميتاغ على موقع اتحاد ألعاب الكومنولث (مؤرشف) (الإنجليزية)